# Rezső Bartha
Rezső Bartha (* 26. August 1912 in Budapest; † 24. Juli 2001 in Caracas, Venezuela) war ein ungarischer Moderner Fünfkämpfer und Fechter.
Bartha nahm an den Olympischen Sommerspielen 1936 in Berlin teil. Im Modernen Fünfkampf belegte er den achten Rang und im Degenfechtwettbewerb schied er in der zweiten Runde aus.